# Colostygia rondoui
Colostygia rondoui là một loài bướm đêm trong họ Geometridae.